# Calyptura cristata
Calyptura cristata là một loài chim theo truyền thống xếp trong họ Cotingidae, nhưng hiện nay được coi là thành viên của họ Tyrannidae.
Nghiên cứu năm 2012 của Ohlson et al. cho thấy nó có quan hệ chị em với Platyrinchus và Neopipo, và nhóm tác giả đề xuất họ Platyrinchidae để bao gồm 3 chi này. Một số tác giả sau này công nhận họ Platyrinchidae.
Loài chim này sinh sống tại đông nam Brasil, trong một khu vực rất hạn chế ở phía bắc thành phố Rio de Janeiro.

## Phân loại
Calyptura cristata ban đầu được Louis Jean Pierre Vieillot mô tả năm 1818 dưới danh pháp Pardalotus cristatus trong sách Nouveau Dictionnaire d'Histoire Naturelle trên cơ sở mẫu vật thu được gần Rio de Janeiro. Sau đó nó được chuyển sang chi đơn loài Calyptura. Tên gọi Calyptura có nguồn gốc từ tiếng Hy Lạp cổ đại καλύπτω nghĩa là "che phủ", và ούρά nghĩa là "đuôi", một chỉ dẫn về cái đuôi của nó rất ngắn, khó có thể vượt ra ngoài các lông che phủ gốc đuôi của nó. Tính từ định danh cristata có nguồn gốc từ tiếng Latinh "cristatus" nghĩa là mào, chỏm đầu.
Các tên gọi thông thường trong tiếng Anh của nó là kinglet calyptura, kinglet cotinga.

## Sinh thái học và tập tính
Calyptura cristata thường được tìm thấy thành đôi. Loài này tìm kiếm thức ăn bằng cách leo trèo theo mọi hướng dây các dây leo thân gỗ để tìm sâu bọ và các quả mọng nhỏ, tùy theo mùa. Nó ưa thích ăn quả của marianeira (tên gọi tại Brasil để chỉ hai loài cây bụi khác nhau trong họ Solanaceae là Acnistus cauliflorus và Aureliana lucida. Người ta cũng ghi nhận chúng lục lọi các nơ lá các loài dứa (Bromeliaceae để uống các giọt sương đọng lại ở đó.